# Weeder Rock
Der Weeder Rock ist ein kleiner, isolierter und rund 200 m hoher Felsvorsprung an der Oates-Küste im Norden des ostantarktischen Viktorialands. Er ragt rund 10 km nordnordwestlich des Mount Belolikov am Ende einer strukturlosen, eisbedeckten Halbinsel zwischen den Mündungsgebieten des Rennick- und des Gannutz-Gletschers auf. 
Der United States Geological Survey kartierte ihn anhand eigener Vermessungen und Luftaufnahmen der United States Navy aus den Jahren von 1960 bis 1964 Das Advisory Committee on Antarctic Names benannte den Felsen 1970 nach Courtland Craig Weeder (* 1943) von der US Navy, Lagerverwalter auf der Amundsen-Scott-Südpolstation im antarktischen Winter 1965.